# L'Empire céleste
Pour les articles homonymes, voir Empire Céleste.
L'Empire céleste est un roman de Françoise Mallet-Joris publié en 1958 aux éditions René Julliard ayant reçu la même année le prix Femina.

## Éditions
- L'Empire céleste, éditions René Julliard, 1958.